# Călugărița (film din 1966)
Călugărița (în franceză La Religieuse, cunoscut și ca Suzanne Simonin, la Religieuse de Denis Diderot) este un film dramatic francez din 1966, regizat de Jacques Rivette și inspirat din romanul omonim al lui Denis Diderot.

## Distribuție
- Anna Karina – Suzanne Simonin
- Liselotte Pulver – doamna de Chelles
- Micheline Presle – doamna de Moni
- Francine Bergé – sora Ste. Christine
- Francisco Rabal – Dom Morel
- Yori Bertin – sora Ste. Tereza
- Danielle Palmero – sora Saint-Clément
- Catherine Diamant – sora Ste. Cecile
- Christiane Lenier – doamna Simonin
- Wolfgang Reichmann – părintele Lemoine